# 小巴特洛夫
小巴特洛夫（德語：Kleinbartloff，發音：[ˈklaɪnbaʁtˌlɔf]）是德国图林根州艾希斯费尔德县曾经的一个市镇，面积12.63平方千米，2017年12月31日人口为415人。2019年1月1日，小巴特洛夫与另外3个市镇并入市镇下奥舍尔。